# IC 883
IC 883 — галактика типу Im/P у сузір'ї Гончі Пси.
Цей об'єкт міститься в оригінальній редакції індексного каталогу.